# Victor Hollaender
Victor Hollaender, pseudonim Arricha del Tolveno (ur. 20 kwietnia 1866 w Głubczycach, zm. 24 października 1940 w Hollywood) – niemiecki kompozytor i dyrygent.

## Życiorys
Brat Gustava. Uczył się w Berlinie kompozycji u Otto Neitzela i Alberta Beckera oraz gry na fortepianie u Theodora Kullaka. Początkowo działał jako dyrygent w teatrach w Hamburgu, Budapeszcie, Marienbadzie, Berlinie, Milwaukee, Chicago i Londynie. W 1901 roku osiadł w Berlinie, gdzie był dyrygentem Metropol-Theater i Thalia-Theater, od 1906 roku uczył też w Stern’sches Konservatorium. W 1934 roku, po objęciu władzy w Niemczech przez nazistów, wyemigrował do Stanów Zjednoczonych.  W 1965 roku ukazała się jego autobiografia pt. Von Kopf bis Fuss, mein Leben mit Text und Musik. Jego syn, Friedrich Hollaender (1896–1976), również został kompozytorem, był autorem ścieżek dźwiękowych do filmów.
Pisał głównie muzykę o charakterze popularnym, jak operetki i rewie.

## Wybrane kompozycje
(na podstawie materiałów źródłowych)

### Opera
- San-Lin (1898)

### Pantomima
- Sumurûn (1914)

### Operetki
- Primanerliebe (1885)
- Carmosinella (1887)
- The Bey of Morocco (1894)
- Double Dealings (1898)
- Der rote Kosak (1903)
- Die schöne Vestalin (1907)
- Der Sonnen-vogel (1907)
- Der Jockey-klub (1909)
- Die Königin der Nacht (1910)
- Die Prinzessin vom Nil (1915)

### Wodewile
- An der schönen blauen Donau (1905)
- Schneider Fips (1908)
- The Charity Girl (1912)
- Der Regimentspapa (1914)

### Rewie
- Auf ins Metropol (1905)
- Auf ins Orpheum (1905)
- Der Teufel lacht dazu (1906)